# Перший Національний Цирковий Колектив
Український цирковий колектив — національний цирковий колектив створений у Харкові в 1956 році. Художнім керівником був Петро Маяцький. До Складу колективу увійшли професійні артисти цирку та молодь з самодіяльних цирків.

## Історія
23 липня 1956 року в Київі відбулася прем'єра першої програми, яка мала назву «День народження». У новій програмі об'єднали номери високопрофесійного рівня,а також підготувати нові, що відображали національний характер і відтворювали український колорит. Метою програми було показати характерні українському народові молодецтво, відвагу, колоритні українські мелодії, запальні народні танці. Значну увагу було приділено розмовному жанру. Для прем'єри були створені колоритні, яскраві, барвисті українські костюми. Предмети реквізиту також були декоровані народними орнаментами. Була створена і постановча група. Авторами текстів для цієї програми були Павло Глазовий, І. Муратов та М. Татарський. До композиторського складу увійшли Д. Клебанов, А. Свєчніков, А. Филипенко, І. Додюк.
Постановниками прем'єрної вистави були народний артист УРСР В. Скляренко та заслужений артист РРФСР Петро Маяцький. Участь у постановці взяли також головний режисер Київського цирку В. Пархоменко та директор Київського цирку Б. Черненко. Оркестром, що супроводжував виступи артистів, керував В. В. Петрусь. До програми увійшли артисти найрізноманітніших жанрів: повітряні гімнасти Криленко, музичні ексцентрики та жонглери Філіпенко, пластичний етюд у виконанні Лисиненко, антиподісти Микитюки, «Музична кухня» артистів Олексієнко, танцювально-акробатичний ансамбль «Гуцульські акробати» під керівництвом В. Максимова, повітряний атракціон «Мертва петля» Н. Сорокіної і П. Маяцького, «Ведмежі забави» А. Подчернікова, акробати-вольтижери В. Фоменко, М. Галанкін, С. Бєлов, кінноспортивний номер Рогальський, музичні ексцентрики А. Аронов і В. Байда. У програмі були також номери, які представляли жанр клоунади — клоуни К. Мусін, В. Байда і П. Копит, клоунада із назвою «Анонім» (артисти В. Байда, А. Зуб, П. Копит, С. Корячко) та сатирично-гумористичний номер (артисти П. Водолага і Ф. Пригожий).
Після успіху в Києві колектив гастролював по всій країні.
У 1960 році Український цирковий колектив виступав у Москві під час проведення там Декади української культури та мистецтва. Серед вже відомих артистів в програмі брали участь малознайомі тоді широкому загалу виконавці, серед них — Ельвіра Косяченко, майбутня заслужена артистка України, з кінноспортивним номером «Запорізькі козаки». Успіхом користувався також номер музичних ексцентриків Олени та Бориса Гриньє. Завершував виступ Українського циркового колективу атракціон Маяцьких «Куля сміливості».
У 1967 році в програму Українського колективу увійшов атракціон Людмили та Володимира Шевченка «Дресировані левиці», а вже 1970 року Володимир Шевченко очолив Український цирковий колектив.
У 1980 році Володимир Шевченко почав формувати новий, молодіжний склад колективу, який став найкращим національним колективом «Союздержцирку». Серед нових імен були еквілібристи під керівництвом заслуженого артиста України Анатолія Стеценка, — їх номер називався «Літаючі перши». Суть виступу — коли артистка Наталія Стеценко піднімалася на перш, артист-нижній піднімав цей перш й кидав його разом з артисткою. Цей номер вимагав від виконавців граничної точності та вивіреності рухів, чудової фізичної підготовки та натренованості. Такий перекидання-політ перша повторювався з різними трюковими комбінаціями декілька разів.
У складі Українського циркового колективу були гімнасти на так званому потрійному турніку з десятьма перекладинами. Керівником цієї групи гімнастів був заслужений артист України Ігор Бессараб. Під час номера на потрійному турніку артисти виконували не лише складні сольні трюки, але й гуртові, коли чотири, шість або сім чоловік водночас, нерідко синхронно або в певній послідовності перелітали з перекладини на перекладину, міняючись місцями, створюючи складний композиційний малюнок польоту.
У підготовці програм українського колективу брали участь директор і художній керівник Київського цирку, народний артист Української РСР Борис Заєць, балетмейстер і режисер, заслужений діяч мистецтв Української РСР Олександр Зайцев, талановиті літератори, художники і композитори. Виступи колективу проходили багатьма містами Грузії, Вірменії, Латвії, Узбекистану, Росії, Білорусії. Його вистави подивилися більш ніж 5 000 000 іноземних глядачів.
У 1996 році Український цирковий колектив припинив своє існування.